# بطولة العالم لسباق الدراجات على الطريق 1928
بطولة العالم لسباق الدراجات على الطريق 1928 هي الدورة ال8 من بطولة العالم لسباق الدراجات على الطريق، أجريت في بودابست، المجر.

## النتائج النهائية
| المسابقة            | ذهبية                   | فضية                   | برونزية               |
| ------------------- | ----------------------- | ---------------------- | --------------------- |
| الرجال              |                         |                        |                       |
| سباق الطريق المداري | Georges Ronsse (بلجيكا) | Herbert Nebe (ألمانيا) | Bruno Wolke (ألمانيا) |